# Deividas Sirvydis
Deividas Sirvydis, né le 10 juin 2000 à Vilnius en Lituanie, est un joueur lituanien de basket-ball évoluant aux postes d'arrière et ailier.

## Biographie
Lors de la draft NBA 2019, il est drafté en 37e position par les Mavericks de Dallas mais ses droits sont échangés aux Pistons de Détroit.
Le 7 août 2019, il annonce qu'il restera une saison supplémentaire du côté du Lietuvos rytas.
En mai 2020, Sirvydis signe un contrat sur plusieurs saisons avec l'Hapoël Jérusalem.
Le 1er décembre 2020, il signe un contrat de trois saisons avec les Pistons de Détroit. Il est licencié le 31 juillet 2021.
Le 26 décembre 2021, il signe pour 10 jours en faveur des Pistons de Détroit.
Il s'engage en août 2022 avec les Pacers de l'Indiana mais est licencié avant le début de la saison.
En juin 2024, il signe avec le Žalgiris Kaunas pour trois saisons (dont une en option).